# Chubutfloden
Chubutfloden (spanska: Río Chubut, kymriska: Afon Camwy) är ett vattendrag i Argentina.   Det ligger i provinsen Chubut, i den södra delen av landet, 1 100 km sydväst om huvudstaden Buenos Aires.
Omgivningarna runt Río Chubut är i huvudsak ett öppet busklandskap. Runt Río Chubut är det ganska glesbefolkat, med 30 invånare per kvadratkilometer.